# ايميليانو دودار
ايميليانو دودار (بالإسبانية: Emiliano Dudar) (12 أغسطس 1981 ببوينس آيرس في الأرجنتين - ) هو لاعب كرة قدم أرجنتيني في مركز قلب الدفاع. لعب مع أوليمبو وإنديبندينتي وبانفيلد وتيغري ودي.سي. يونايتد وفيليز سارسفيلد ونادي بيلينزونا ونادي سيون ونادي فاسكو دا غاما ونادي كاراكاس ونادي كياسو ونادي ليبرتاد ونادي يانغ بويز ونادي كارابوبو وDeportivo Merlo ‏.

## وصلات خارجية
- ايميليانو دودار على موقع الدوري الأمريكي (الإنجليزية)
- ايميليانو دودار على موقع قاعدة بيانات كرة القدم.إي يو (الإنجليزية)
- ايميليانو دودار على موقع Soccerway.com (الإنجليزية)